# Formose Mendy (ur. 1989)
Formose Mendy (ur. 23 marca 1989 w Guediawaye) – gwinejski piłkarz, senegalskiego pochodzenia, grający na pozycji prawoskrzydłowego w austriackim klubie FC Mauerwerk. Jednokrotny seniorski reprezentant Gwinei Bissau.